# Орден святої рівноапостольної княгині Ольги (ПЦУ)
Орден святої рівноапостольної княгині Ольги — український недержавний орден, заснований Православною церквою України для вшанування людей за жертовну любов та віддану працю на благо Помісної української православної церкви і побожного народу. Орден має один ступінь. Нагородження здійснює Предстоятель ПЦУ.

## Статут нагороди

### Загальні положення
Орден святої рівноапостольної княгині Ольги — це відзнака Православної церкви України, що встановлена рішенням Священного синоду від 4 лютого 2020 року (журнал № 2)

### Ступені ордену
Має один ступінь.

### За що і кому вручається
- Вручається за жертовну любов та віддану працю на благо Помісної української православної церкви і побожного народу.
- Орденом можуть бути нагороджені як громадяни України, так і громадяни інших держав.

### Порядок нагородження
- Представлення до нагородження проводиться за поданням архієреїв ПЦУ або інших осіб, окрім самого претендента на нагородження.
- Рішення про нагородження приймається Предстоятелем ПЦУ.
- Вручення нагороди здійснює Предстоятель Православної Церкви України особисто чи за його дорученням і від його імені архієреї або священники ПЦУ.
- Особі, нагородженій орденом, чи її представнику, вручається знак нагороди визначеної форми та грамота про нагородження.

### Правила носіння
- Орден носять на грудях ліворуч.

### Інші положення
- Нагородження орденом вдруге, а також посмертне нагородження не здійснюється.
- Особи, нагороджені орденом, повинні дбайливо ставитися до збереження нагороди та грамоти. У разі їх втрати (пошкодження) видача дублікатів не передбачена.

## Опис знака нагороди
Виготовляється із ювелірної латуні, полірується та покривається сріблом (товщина покриття 1.5 мк) та золотом (товщина покриття 0.5 мк).
Відзнака має форму ажурного хреста накладеного на округлий медальйон, покритого сріблом з елементами прозорої блакитної емалі.
По центру відзнаки розміщено медальйон покритий золотом та білою глухою емаллю із надписом «Свята рівноап. княгиня Ольга». На медальйоні по центру розміщено барельєфне зображення святої рівноапостольної княгині Ольги.
Орден прикріплено через ажурний покритий сріблом елемент з’єднання до банта з блакитної муарової стрічки з золотою смужкою по центру.

## Нагороджені
- 24 листопада 2023 року - Руденко Тетяна Валентинівна